# Astragalus suberosus
Astragalus suberosus är en ärtväxtart som beskrevs av Joseph Banks och Daniel Carl Solander. Astragalus suberosus ingår i släktet vedlar, och familjen ärtväxter.

## Underarter
Arten delas in i följande underarter:
- A. s. ancyleus
- A. s. haarbachii
- A. s. suberosus